# Michael Cimino (ator)
Michael Cimino (Las Vegas, 10 de novembro de 1999), é um ator americano. Ele é mais conhecido por seu papel como Victor Salazar em Love, Victor e como Bob Palmeri em Annabelle Comes Home.
Ele nasceu e foi criado em Las Vegas, Nevada, e é descendente ítalo-alemão e porto-riquenho.

## Filmografia

### Filme
| Ano  | Título               | Papel         | Notas        |
| ---- | -------------------- | ------------- | ------------ |
| 2016 | Shangri-La Suite     | Teijo (jovem) |              |
| 2019 | Annabelle Comes Home | Bob Palmeri   |              |
| 2020 | Centurion XII        | Miguel        | Pós-produção |
| 2021 | Heartlight           | Vincent       | Pré-produção |

### Televisão
| Ano       | Título            | Papel          | Notas                   |
| --------- | ----------------- | -------------- | ----------------------- |
| 2017      | Training Day      | Sadiq (jovem)  | Episódio: Tunnel Vision |
| 2018      | Walk the Prank    | Brlayden       |                         |
| 2018      | Dog Days          | Dej            |                         |
| 2020-2022 | Love, Victor      | Victor Salazar | Original Hulu           |
| 2023      | Never Have I Ever | Ethan Morales  |                         |